# 张彦 (五代)
张彦（9世纪—915年），中国五代十国时期后梁魏博军效节军校。

## 生平

### 魏博兵变
乾化五年（915年）闰二月，后梁末帝趁魏博节度使杨师厚去世，将魏博军治下分割出相、澶、卫三州设立昭德军，遣刘鄩率兵六万屯河朔。三月，魏博军不满，张彦趁机煽动军众作乱：“朝廷以我军府强盛，设法残破之。况我六州旧为籓府，未尝远出河门，一旦离开亲戚乡里，生不如死。”乱军攻牙城，杀新任节度使贺德伦亲军五百余人，囚禁贺德伦。张彦最为粗暴，胆气伏人，率无赖数百以白刃制止乱军剽掠。当日， 魏州士庶被屠戮者不可胜计，魏博副使李嗣业遇害。末帝闻之，遣使赍诏安抚，四月，遣供奉官扈异抚谕魏军，答应除授张彦刺史、予以厚赐，将士优赏。张彦等不逊，投诏于地，侮骂诏使，迫使贺德伦奏请仍以相州、卫州隶属魏博军，抽退刘鄩军。扈异回报称张彦狂蹶不足畏，宜促刘鄩军击之，可以传张彦首级。末帝于是遣使告谕：“制置已定，不可改易。”如是者三。张彦等奋臂南向而骂曰：“佣保儿敢如此！”复迫贺德伦列其事。张彦命判官王正言草奏，王正言素不能文，不能下笔，张彦怒骂：“钝汉乃辱我！”推他下榻，又问谁能草奏。馆驿巡官文吏司空颋很有笔才，被推荐，张彦召见，让他“再起草一状，言辞务必冒犯，如末帝再不从，就渡河俘虏他”。于是奏道：“臣累拜封章，上闻天听，在军众无非共切，何朝廷皆以为闲。半月三军切切，而戈予未息；一城生聚皇皇，而控告无门。惟希俯鉴丹衷，苟从众欲，须垂圣允，断在不疑。如或四向取谋，但虑六州俱失。言非意外，事在目前。”张彦很满意，就以司空颋为判官。末帝下诏同意召回刘鄩，并诫张彦勿为朝廷生事。张彦又以杨师厚先前兼招讨使，请朝廷依例授之，于是又逼贺德伦奏求招讨之权。末帝下诏拒绝。张彦将诏书撕裂扔在地上，持戟南向骂末帝，对贺德伦说：“梁主不达时机，听人穿鼻（任人摆布），城中扰攘，未有所依。我甲兵虽多，需要援助，河东晋王李存勖统兵十万，匡复唐朝，世与大梁为仇。若与我同力，事无不济，请相公改图，以求多福。”贺德伦不得已而从之，遣牙将曹廷隐奉书求援于河东治所太原表示归顺。张彦让贺德伦告谕军城：“可依河东称天祐十二年，此后如有人将文字于河南往来，便仰所在处置。”

### 乱平被杀
李存勖命马步副总管李存审从赵州率师屯临清，自己从黄泽岭东下与李存审会合，到临清时，担心有诈，按兵不进。五月，贺德伦遣时任从事司空颋密启李存勖，诉以张彦凌辱之事，建议李存勖剪除张彦，以免以后后悔。于是李存勖进军永济，张彦谒见，率银枪效节五百人，都披甲持兵器以自卫。李存勖登楼谕之：“汝等在城，胁迫主帅，滥杀平人，夺其妻女，数日以来，迎诉者多达一百余人。我今举兵而来，以安百姓，非贪人土地。汝虽有功于我，不得不斩汝等以谢邺（魏博军治所）人。”斩张彦等八人，军士吓得腿发抖。李存勖亲自慰抚他们说除八人外不会问罪他人，他们都伏地喊万岁。次日，李存勖轻裘缓策而进，令张彦部下五百军士披甲持兵器，环马跟随，命为自己帐前的银枪都，众心大服。

## 影响
六月，李存勖入魏博。贺德伦请李存勖兼领魏博，李存勖不受，贺德伦说自己的心腹都为张彦杀光了，无法抚军。李存勖才接受。
贝州刺史张源德没有随魏博军归晋，与沧州、德州及刘鄩结连。李存勖认为贝州城坚兵多，没有攻取，而是攻取德州，断绝了沧州和贝州的联系。